# Karrieregespräch
Ein Karrieregespräch ist eine Kombination aus den Teilelementen eines Mitarbeiter-, Personalentwicklungs- und Zielvereinbarungsgespräches. In diesem Gespräch werden die persönlichen Entwicklungsvorstellungen des Mitarbeiters sowie die des Unternehmens erörtert und langfristige verbindliche Absprachen getroffen. Im Mittelpunkt dieses Selektionsinstruments stehen daher die Bewertung der Motivation, der Entwicklungsfähigkeit und der Leistungsbereitschaft eines Mitarbeiters.

## Zweck
Durch ein geführtes Karrieregespräch zwischen Mitarbeiter und Vorgesetzten erlangt die Führungskraft Kenntnis über die Entwicklungsbedürfnisse seines Mitarbeiters. Potenzielle Kandidaten für künftige Führungspositionen können durch ein Abgleich der persönlichen und unternehmerischen Ziele identifiziert werden. Mit diesem Wissen kann eine gezielte bedarfsgerechte Mitarbeiterförderung unter Berücksichtigung der künftig im Unternehmen zu besetzenden Positionen vorgenommen werden. Die Bindung des Mitarbeiters an das Unternehmen kann neben monetären Größen wie Gehalts- und Prämienzahlungen auch durch Wertschätzung in Form von angebotenen Qualifikations- und Weiterbildungsmöglichkeiten erhöht werden.

## Merkmale
Im Folgenden werden Merkmale eines Karrieregespräches aufgegriffen, die zu einem erfolgreichen Gespräch verhelfen können.
- Ein Karrieregespräch sollte etwa einmal im Jahr stattfinden.[5] Im Regelfall wird dieses Gespräch zwischen einem Mitarbeiter und seinem direkten Vorgesetzten geführt.
- Mit Hilfe eines auf die derzeitige Ausgangsposition des Mitarbeiters zugeschnittenen Fragenkataloges kann die beidseitige Gesprächsvorbereitung qualifizierter erfolgen. Dieser Bewertungsbogen sollte dem Mitarbeiter mit einer Vorlaufzeit von zwei bis drei Wochen zugehen, um eine bessere Gesprächsstrukturierung zu gewährleisten.[6] Als weitere Informationsquellen können der Führungskraft die Personalakte und vorherige Beurteilungen dienen.[7]
- Das Gespräch sollte ohne Unterbrechungen von außen durchgeführt werden und die Beteiligten sollten unter keinem Termindruck stehen.[7] Als Richtwert für die Gesprächszeit sollten ein bis zwei Stunden angesetzt werden.[8]
- Die folgende Strukturierung des Gesprächsablaufes dient der Führungskraft als Orientierung bei der Durchführung und verhindert, dass einzelne Aspekte vernachlässigt werden.

### Analyse der Ist-Situation
Zunächst sollte die Qualität der Ausführung der bisher übertragenen Aufgaben analysiert und der Status quo des Entwicklungsstandes des Mitarbeiters festgehalten werden. Hemmende sowie fördernde Faktoren der Leistungsfähigkeit des Untergebenen sollten hierbei ermittelt werden.

### Bedürfnisanalyse
Die nächste Phase ist geprägt von der Formulierung der Zielvorstellungen des Mitarbeiters in Hinblick auf seine persönliche Entwicklung. Dabei soll durch Selbstreflexion herausgefunden werden, in welcher Position sich der Mitarbeiter selbst beispielsweise in 2, 5 oder 10 Jahren sieht und durch welche Maßnahmen er dieses Ziel erreichen kann.

### Entwicklungsmöglichkeiten
Dieser Abschnitt ist durch das Aufzeigen von Möglichkeiten und Grenzen seitens des Vorgesetzten hinsichtlich der Karrieremöglichkeiten des Mitarbeiters gekennzeichnet. Abhängig von den Unternehmensrahmenbedingungen und den bisherigen Qualifikationen sowie dem vorhandenen Potenzial des Mitarbeiters könnte eine Weiterbildung in Betracht gezogen werden, eine so genannte „bildungsbezogene“ Maßnahme. Ein weiterer Bestandteil des Gespräches umfasst die konkrete Einsatzplanung nach der Förderung, die so genannte „stellenbezogene“ Maßnahme.

### Konkrete Förderungsmöglichkeiten durch den Vorgesetzten
Die Führungskraft zeigt nunmehr dem Mitarbeiter auf, welche Optionen er als Vorgesetzter hat, ihn beispielsweise durch eine vertikale Tätigkeitsausweitung gezielt zu fördern. Eine Möglichkeit besteht darin, dass die Führungskraft dem Untergebenen mehr Verantwortung überträgt („Job-Enrichment“). Des Weiteren könnte der Vorgesetzte ihn als „Talent“ an eine höhere Unternehmensebene weiterempfehlen, so dass eine gezielte Förderung des Führungskräftenachwuchses greifen kann. Der Mitarbeiter könnte gegebenenfalls im Rahmen dessen in einen Förderkreis für „High Potentials“ aufgenommen werden, dem innerhalb der Unternehmung eine besondere Bedeutung zugemessen wird.

### Zielvereinbarungen
Im Gesprächsabschluss wird die zukünftige Zusammenarbeit näher beschrieben. Der Vorgesetzte kann nach vorheriger Abstimmung mit den Entscheidungsträgern konkrete Förderungsmaßnahmen anbieten, während der Mitarbeiter sich zur Erfüllung des vorgegebenen Zielerreichungsgrades verpflichtet. Eventuell sind zur konkreten Umsetzung weiterer Bildungsmaßnahmen weiterführende Gespräche notwendig.

## Anwendungsvoraussetzungen

### Implementierungsprozess
Um ein neues Instrument sinnvoll im Unternehmen zu nutzen, ist ein gelungener Implementierungsprozess durch vollständige Akzeptanz der Beteiligten von hoher Bedeutung. Diese Entwicklung findet sowohl auf der Seite der Mitarbeiter als auch auf der Seite der Vorgesetzten statt. Das Karrieregespräch unterstützt den Mitarbeiter bei der Orientierung über seine Aufstiegs- und Weiterbildungsmöglichkeiten. Ebenfalls muss ihm allerdings auch vermittelt werden, dass das Karrieregespräch keine Pflichtveranstaltung darstellt und die Gesprächsergebnisse verbindlich sind. Durch festgelegte Ziele zur Förderung der beruflichen Laufbahn kann eine entsprechende Bereitschaft zur Leistung entstehen. Auch die Seite der Vorgesetzten, die das Karrieregespräch durchführen sollen, muss in den Implementierungsprozess mit einbezogen werden. Daher sind vor der Nutzung des Instruments spezielle Schulungen für die Vorgesetzten notwendig, in denen sie mit der Technik des Führens eines Karrieregespräches vertraut gemacht werden.

### Unternehmensstruktur
Um eine langfristige Karriereplanung innerhalb eines Unternehmens durchführen zu können, sollte es über eine gewisse Größe verfügen, so dass entsprechende Aufstiegsmöglichkeiten überhaupt gegeben sind. Bei kleinen und mittleren Unternehmen ist ein Karrieregespräch zwar möglich, allerdings werden die internen Aufstiegsmöglichkeiten häufig schon durch die Unternehmensgröße beschränkt. In größeren Konzernen hingegen sind unterschiedliche Hierarchiestrukturen mit ihren jeweiligen Karrierewegen gegeben. Die Voraussetzungen für die Förderung eines Mitarbeiters müssen im Rahmen dessen transparent gemacht werden, da bei der Entscheidung, wer gefördert wird, das bisherige Qualifikationsniveau des Mitarbeiters im Vordergrund stehen sollte. Häufig erfolgt daher eine Auswahl der potential- und leistungsstärksten Kandidaten. Im Umkehrschluss bedeutete dies jedoch auch, dass einige Mitarbeiter weitestgehend vom Karriereprozess ausgeschlossen sind und nur begrenzte Förderungsmöglichkeiten haben. Dieser Sensibilisierungsproblematik muss sich auch der Vorgesetzte während des Gespräches bewusst sein, da, abhängig von dem Bewertungsmaßstab des Unternehmens, nicht jeder Mitarbeiter Karriere machen kann.

### Finanzielle Mittel
Um die im Karrieregespräch festgelegten Maßnahmen effektiv durchführen zu können, bedarf es entsprechender finanzieller Ressourcen im Unternehmen. Diese kostenintensive Humankapitalbildung birgt jedoch auch das Risiko, dass bereits höher qualifizierte Mitarbeiter nach erfahrener Förderung das Unternehmen verlassen. Daher ist eine gewisse vertragliche Bindung des Arbeitnehmers an das Unternehmen bei entsprechender Investition keine Seltenheit. Neben dieser Voraussetzung findet eine Karriereförderung meist erst nach einer gewissen Bewährungszeit statt, um die Entwicklungspotenziale und die Bindung an das Unternehmen seitens des Mitarbeiters besser einschätzen zu können.

### Arbeitsplatzwechsel
Eine weitere wichtige Voraussetzung für das Gelingen eines Karrieregespräches ist die offene Gesprächsführung der Teilnehmer. Es besteht die Möglichkeit, dass keine Kongruenz zwischen den Zielen des Mitarbeiters und des Unternehmens hinsichtlich der internen Laufbahn und der Entwicklung besteht. Auch die Möglichkeit des Mitarbeiters, seine Ziele durch einen Arbeitsplatzwechsel besser erreichen zu können, muss berücksichtigt werden.

## Gestaltungsparameter und Wirkungshypothesen

### Anzahl und Zusammensetzung der Gesprächsteilnehmer
Grundsätzlich findet das Karrieregespräch zwischen dem einzelnen Mitarbeiter und seinem direkten Vorgesetzten, der für ein qualitativ hochwertig geführtes Gespräch entsprechende Kenntnisse und Erfahrungen besitzen muss, statt. Die Konstellation Vorgesetzter-Mitarbeiter kann jedoch durch vorangegangene Differenzen negativ belastet sein, so dass eine objektive Bewertung des Mitarbeiters durch den Vorgesetzten nicht unbedingt gegeben ist. Um diese möglicherweise negativen Einflüsse zu reduzieren, ist eine Erweiterung des Gesprächskreises sinnvoll. Dies könnte durch die Einbeziehung von einem Mitglied des Betriebsrates, der Personalabteilung oder durch ranghöhere Vorgesetzte beispielsweise Bereichsleiter, erfolgen. Dabei könnte jedoch die Gefahr bestehen, dass durch die Erweiterung der Personenzahl durch höherrangige Unternehmensmitglieder die intime Atmosphäre des Gespräches gestört wird, so dass sich der Mitarbeiter in seiner freien Meinungsäußerung gehemmt fühlt.

### Eignungsdiagnostik im Karrieregespräch
Während des Gesprächs kann bei der Vorgehensweise der Ergebnisfindung zwischen einer Bandbreite von Gesprächstechniken mit den beiden Extremausprägungen Testcharakter und freie Optionswahl des Mitarbeiters gewählt werden. Die erstgenannte Ausprägung zeichnet sich durch eine gezielte Fragestellung des Vorgesetzten zur Ermittlung der vorhandenen Potentiale des Mitarbeiters aus (etwa, wenn bereits eine bestimmte Stelle für ihn vorgesehen ist), während die zweite Ausprägung die direkt geäußerten Karrierewünsche des Mitarbeiters in den Vordergrund stellt (wenn mehrere Stellen in Frage kommen).
Bei der Eignungsdiagnostik hat sich eine Kombination beider Ausprägungen bewährt.

### Humankapitalförderung
Die Vermittlung von Fähigkeiten und Kenntnissen stellt eine personenbezogene Förderungsinvestition dar. Hierbei kann zwischen zwei Formen der Humankapitalbildung (Aufbau von Wissen im Unternehmen) unterschieden werden. Allgemeines Humankapital eines Mitarbeiters ist universell und somit auch in anderen Firmen einsetzbar, wohingegen Spezifisches nur im derzeitigen Unternehmen anwendbar ist. Durch die Zielvereinbarungen innerhalb des Karrieregespräches können Qualifikationslücken aufgedeckt werden, die durch entsprechende Förderung zu schließen sind. Dabei sind die beiden bereits oben beschriebenen Bildungsarten möglich.
- Bei der Förderung des allgemeinen Humankapitals besteht die Gefahr, dass der Mitarbeiter nach erfolgter Förderung durch den hohen Grad an allgemeinen Kenntnissen für Konkurrenzunternehmen attraktiv wird und gegebenenfalls das Unternehmen verlässt. Zur Sicherung des kostenintensiveren allgemeinen Humankapitals sind langfristige vertragliche Bindungen des Mitarbeiters an das Unternehmen eine Möglichkeit zur Wissenssicherung.[17] Positiv wirkt sich diese Regelung für einen im Unternehmen zufriedenen Mitarbeiter aus, da er in den Genuss der fremdfinanzierten Bildung kommt und ohnehin keinerlei Ambitionen dazu hat, das Unternehmen zu verlassen. Ein unzufriedener Mitarbeiter könnte dagegen diese vertragliche Regelung als Hemmnis für seine Karriere betrachten, da eine Auflösung des Vertrags mit hohen Kosten verbunden sein könnte. Zu berücksichtigen ist in diesem Fall, dass eine Weigerung des Mitarbeiters zur vertraglichen Bindung zu seinem Ausstieg aus dem Unternehmen auf freiwilliger oder unfreiwilliger Basis führen kann. Laut der Studie des IAB-Betriebspanels 1999 sind beispielsweise so genannte Rückzahlungsklauseln vor allem in der Kreditinstitut- und Versicherungsbranche vorzufinden[22]
- Die Förderung des spezifischen Humankapitals birgt im Gegensatz zu der Investition in allgemeine Fähigkeiten geringere Risiken der Wissensabwanderung für das Unternehmen, da lediglich intern nutzbare Kenntnisse vermittelt werden. Bei häufiger Inanspruchnahme spezifischer Bildungsmöglichkeiten erhöht sich die Einsetzbarkeit des Mitarbeiters innerhalb des Unternehmens. Eine interne Karriere ist somit leichter möglich.[23] Allerdings geht mit diesen Bildungsmaßnahmen auch eine gewisse persönliche Abhängigkeit vom Unternehmen einher, da der Arbeitnehmer durch die Dominanz des firmenspezifischen Wissens unattraktiv für andere Unternehmen erscheinen kann.

## Beurteilung
Ein Karrieregespräch kann nach erfolgreicher Implementierung im Unternehmen einen hohen Zweckerreichungsgrad in Hinblick auf Mitarbeiterförderung, gezielter Führungsnachwuchsauswahl und Kommunikationskulturschaffung im Betrieb aufweisen.
Allerdings liegt genau im Bereich der Einführung und Umsetzung dieses Instruments eine entscheidende Problematik. Bei der Einführung muss der Sinn des Instruments auf allen Hierarchieebenen des Unternehmens erkannt und gefördert werden. Dies umfasst eine ausführliche Beschreibung der internen Karrierewege und Entwicklungsmöglichkeiten sowie deren Zugangsmodalitäten und Verbindlichkeiten. Diese Schaffung von Transparenz erleichtert Vorgesetzten und Mitarbeitern den Umgang mit diesem Instrument und vereinfacht das Abgleichen der Unternehmensziele mit den persönlichen Zielen des Mitarbeiters. Durch einen Verzicht auf klare Entwicklungsstrukturen kann die Gefahr entstehen, dass Mitarbeiter mit hohem Potenzial aufgrund fehlender Karriereorientierungsmöglichkeit das Unternehmen verlassen. Allerdings darf nicht vernachlässigt werden, dass es durchaus Mitarbeiter gibt, die mit ihrer derzeitigen Position zufrieden sind. Für diese Mitarbeiter kann ein auferlegter Pflichtmodus von Karrieregesprächen einen Entwicklungsdruck hervorrufen. Um bei dem Vorgesetzten einen guten Eindruck zu hinterlassen, erfolgt eine Formulierung von Zielen, die der Mitarbeiter gar nicht vertreten möchte.
Die langfristige Umsetzung von karrierefördernden Gesprächinhalten setzt eine gewisse Unternehmensstruktur und -größe voraus, die vielfältige interne Karrierewege überhaupt erst bietet. Bei kleineren Unternehmen sind die Entwicklungsmöglichkeiten aufgrund der Struktur stark begrenzt. Beiden Teilnehmern eines Karrieregespräches muss in diesem Fall bewusst sein, dass sich die Qualifikationsnachfrage des Unternehmens eventuell nicht mit dem Qualifikationsangebot des Mitarbeiters deckt. Durch die beschränkten Aufstiegsmöglichkeiten kann ein Verlassen des Unternehmens bei starker Karriereorientierung des Mitarbeiters in Frage kommen.